# Савино (Йошкар-Олинський міський округ)
Са́вино (рос. Савино, марій. Савинсола) — присілок у складі Йошкар-Олинського міського округу Марій Ел, Росія.

## Населення
Населення — 1542 особи (2010; 1566 у 2002).
Національний склад (станом на 2002 рік):
- росіяни — 52 %
- марі — 39 %